# 6389 Ogawa
6389 Ogawa (1990 BX) là một tiểu hành tinh vành đai chính được phát hiện ngày 21 tháng 1 năm 1990 bởi K. Endate ở Kitami.